# Brooks County, Texas
Brooks County är ett administrativt område i delstaten Texas, USA, med 7 223 invånare (2010). Den administrativa huvudorten (county seat) är Falfurrias. 

## Geografi
Enligt United States Census Bureau har countyt en total area på 2 444 km². 2 443 km² av den arean är land och 1 km² är vatten. 

### Angränsande countyn
- Jim Wells County - nord
- Kleberg County - nordost
- Kenedy County - öst
- Hidalgo County - syd
- Starr County - sydväst
- Jim Hogg County - väst
- Duval County - nordväst